# 존 듀스티
존 듀스티(John Doucette, 1921년 1월 21일 ~ 1994년 8월 16일)는 미국의 배우, 텔레비전 배우이다.

## 영화
- 강철의 혼 (1983년)
- 돌격 부대 (1979년)
- 파이팅 매드 (1976년)
- 원 리틀 인디언 (1973년)
- 빅 제이크 (1971년)
- 패튼 대전차 군단 (1970년) - Maj. Gen. 루시언 K. 트루스콧 역
- 진정한 용기 (1969년)
- 저니 투 샤일로 (1968년)
- 패스티스트 기타 얼라이브 (1967년)
- 파라다이스 (1966년)
- 네바다 스미스 (1966년)
- 겟 스마트 (1965년)
- 서부를 향해 달려라 (1965년)
- 서부의 4형제 (1965년)
- 클레오파트라 (1963년)
- 보난자 (1959년)
- 서부의 파라딘 (1957년)
- 제시 제임스 스토리 (1957년)
- 페이튼 플레이스 (1957년)
- 샤이안 (1955년)
- 대나무집 (1955년)
- 애너폴리스 스토리 (1955년)
- 이그젝티브 쉬트 (1954년)
- 슈퍼맨 - 54년작 4 (1954년)
- 돌아오지 않는 강 (1954년)
- 형제는 용감했다 (1953년)
- 줄리어스 시저 (1953년)
- 데드라인 - U.S.A. (1952년)
- 오명의 목장 (1952년)
- 세인트 루이스의 자랑 (1952년)
- 하이 눈 (1952년)
- 레몬 드롭 키드 (1951년)
- 총검장착 (1951년)
- 열차 안의 낯선 자들 (1951년)
- 자니 원 아이 (1950년)
- 부러진 화살 (1950년)
- 마천루 (1949년)
- 론 레인저 - 49년 시리즈 (1949년)
- 크리스 크로스 (1949년) - 월트 역
- 배트맨과 로빈 (1949년)
- 핑크 말 타기 (1947년)